# Sven Gatz
Sven Gatz, né le 6 mai 1967 à Berchem-Sainte-Agathe, en Région de Bruxelles-Capitale est un homme politique belge flamand, membre de l'Open VLD. 
Depuis le 18 juillet 2019, il est ministre des Finances, du Budget, de la Fonction publique et de la Promotion du multilinguisme au sein du bruxellois. Il est également ministre des affaires bruxelloises au sein du Gouvernement flamand, depuis 2014.

## Biographie
Sven Gatz a fait ses études secondaires au Sint-Pietercollege à Jette. Il est licencié en droit de la Katholieke Universiteit Leuven et a obtenu une licence spéciale en droit administratif à l'Université libre de Bruxelles,. 
De 1989 à 1990, Sven Gatz est président de la section estudiantine des jeunes de la Volksunie.  
De 1992 à 1995, il endosse la présidence de la section VU de Berchem-Sainte-Agathe et en 1995, il devient le président de la section VU de Jette. Après ses études, Gatz travaille de 1991 à 1993 au sein du Cabinet du Secrétaire d’État bruxellois Vic Anciaux et de 1994 à 1995, il travaille comme fonctionnaire à la Commission communautaire flamande (Vlaamse Gemeenschapscommissie).
En 1995, Gatz succède à Vic Anciaux au Parlement de la Région de Bruxelles-Capitale où il siège jusqu’en 2004. De mi-juillet 1999 à juillet 2011, il est également membre du Parlement flamand et de 2001 à 2012, il est conseiller communal à Jette. D’octobre 2007 à fin avril 2011, il est président du groupe de l’Open Vld au Parlement flamand.
Au sein de la VU, Gatz est le porte-parole du mouvement politique ID21. Lorsque la Volksunie se dissout en 2001 à la suite de tensions internes, il se rangé du côté de Bert Anciaux avec le parti libéral de gauche Spirit, mais lorsqu’Anciaux opte pour un cartel avec la Sp.a, Sven Gatz se rallie entre autres avec Patrick Vankrunkelsven au VLD.
Sven Gatz est connu pour être un homme politique libéral de gauche. Il se dit proche du D66 néerlandais et du Liberal Democrats anglais. Sa vision politique et ses points d’action se concentrent sur la politique urbaine, l’intégration et la migration, l’enseignement, la culture, Bruxelles et la Réforme de l’État. 
En avril 2011, il décide de quitter la politique nationale pour devenir directeur de la Fédération des brasseurs belges, le groupement d’intérêt des brasseurs belges. Il décide néanmoins de poursuivre son mandat de conseiller communal à Jette.
En août 2011, des voix s’élèvent contre lui car il introduit une demande pour obtenir son indemnité de démission parlementaire de 300.000 euros, à laquelle il avait droit, mais qu’il avait essayé durant sa carrière politique de supprimer en vain. Finalement, il renonça à cette indemnité,.
Lors des élections communales de 2012, il poussa la liste MR en tant que néerlandophone pour sa commune de Jette. Il obtient 250 votes de préférence, trop peu pour poursuivre son mandat de conseiller communal.
Lors des élections communales de 2018, il est dernier de liste sur la liste MR pour sa commune de Jette. Avec 298 votes de préférences, il est élu conseiller communal.

## Ministre flamand de la Culture, de la Jeunesse, des Médias et de Bruxelles
Le 25 juillet 2014, Gatz fait son retour dans la politique flamande, lorsqu’il est désigné Ministre flamand de la Culture, de la Jeunesse, des Médias et de Bruxelles sous le Gouvernement Bourgeois.  
L’assainissement des dépenses figure parmi les points de ce gouvernement et entraîne une réforme de la politique de subside du secteur culturel. Étant donné qu’il s’agit d’économies, de nombreuses associations voient leurs subsides disparaître ou fortement réduits.  
En sa qualité de ministre des médias, Gatz annonce en septembre 2014 qu’il souhaite mettre un terme fin 2015 aux émissions philosophiques de tiers sur les chaînes publiques (la télévision et radio catholique (KTRO), le mot libre (vrije woord- libre penseur), la chaîne protestante (PRO) et la Fondation évangélique pour la radio et la télévision (ERTS) (avec des tiers protestants), la chaîne de  Radio et Télévision musulmane (MRTO), les chaines orthodoxes, les chaînes de confessions israélite (IGU) et la Ligue des familles. Gatz plaide pour un programme de qualité dont les spectateurs puissent être satisfaits et qui s’intègre dans le cadre de la VRT. 
En juin 2015, Pascal Smet et Gatz doivent essuyer des critiques à la suite de la décision de cesser d’émettre la radio bruxelloise FM Brussel, sur proposition du conseil d’administration de FM Brussel. Cette décision s’est faite sur base de la portée de l’émetteur radiophonique. Celui-ci était devenu trop petit pour pouvoir encore être mesuré par le CIM. Après de nombreuses critiques, cette décision est finalement annulée. La radio bruxelloise est intégrée à BRUZZ, un diffuseur de média qui englobe la télé, la presse écrite, la radio et le digital en une plate-forme. Cette décision cadrait dans un objectif déjà formulé en 2014 mais qui n’avait  pas été réalisé par les Gouvernements flamands et Collèges VGC suivants.  
En tant que Ministre de la Culture, Gatz a veillé à un changement de tendance dans le modèle de financement de la culture qui se faisait sous ses prédécesseurs quasi exclusivement par le biais de subsides. Il a  lancé un financement complémentaire pour la culture, reposant sur de nouvelles formes de financement : partant de la conviction que l’état fédéral à l’instar du film, pouvait également mettre en place un tax shelter pour les arts scéniques, un arrangement d’achat d’art a été mis en place, et un Guichet de culture a fait place au guichet d’art. Par le biais de projets en partenariat, le secteur culturel peut dorénavant organiser de nouvelles formes de collaboration avec d’autres secteurs. 
Pour la politique de la jeunesse, Gatz a développé en collaboration avec l’ensemble du secteur de la jeunesse un masterplan pour la diversité, dont l’objectif est de stimuler les jeunes à participer activement au fonctionnement du secteur de la jeunesse flamande. Gatz est également le ministre ayant le plus investi dans l’achat de tentes pour les services de prêt de matériel de camping, auxquels la plupart des mouvements de jeunesse peuvent faire appel pour l’organisation de leurs camps d’été. 
En matière de politique des médias, le ministre a conclu un contrat de gestion 2016-2020 avec la VRT. Grâce à ce nouveau contrat de gestion, la VRT peut continuer à sa développer pour devenir une chaîne publique axée vers l’avenir et qui donne le ton. Celle-ci doit travailler à une organisation flexible et efficace, investir dans un avenir digital et innovant et doit jouer un rôle de renfort du marché. 
Ensuite, Gatz a renforcé le Fonds Media et Gaming, a créé un Fonds journalistique flamand et a ouvert la voie à la radio digitale et à de nouveaux types de réseaux de radio commerciales.  
En 2017, il est critiqué pour une décision prise concernant le paysage radiophonique. Lors de l’octroi des fréquences sur la bande FM, de nombreuses stations de radio ont disparu dès 2018, dont les radios Club FM et TOP radio. L’octroi serait selon ces radios basé sur des erreurs et ces radios s’interrogeaient sur la compétence du jury qui devait juger des octrois, étant donné que celui-ci aurait été composé d’employés temporaires. TOP radio est par ce biais parvenu à pouvoir à nouveau émettre sur la bande FM. À l’automne 2018, le Conseil d’état annule le plan de fréquence instauré par le ministre parce que le plan n’utilise pas 26 fréquences. Selon Gatz, cela s’explique par le fait que celles-ci dépendent d’un accord devant être conclu avec la Communauté française et l’État fédéral, ce qui avait été ordonné par la Cour Constitutionnelle. Certaines ne seraient pas non plus utilisables. 
Pour l’ensemble de ces terrains de politique, Gatz fut le premier à utiliser des Cabinets de citoyen, une forme de démocratie délibérative, où les participants peuvent venir discuter pour ensuite pouvoir formuler des recommandations pour la politique. Le Cabinet de citoyen a été nommé pour le prix européen « Innovation in Politics » dans la catégorie « Démocratie »,. 
Gatz s’est également fait remarquer lors de ses passages dans l’émission « De Slimste Mens » (La personne la plus intelligente), dont il détient le record du nombre de participation, au total 7, parmi l’ensemble des hommes politiques ayant participé, et dans l’émission Gert Late Night, il n’a pas hésité à parler ouvertement de sa dépression. 
Lors de son mandat, Gatz a écrit quatre livres : « Bekentenissen van een Cultuurbarbaar » et « Over de media heb ik niets te zeggen » tous deux édités par Van Haelewyck, « Snap What Minister ? Sven Gatz en de Corsicanen” (édition Lannoo) et “Molenbeek/Maelbeek, een vertelling”(édition Polis). Ce dernier fut également traduit en français et en anglais. 
Fin 2018 , son collègue de parti Bart Tommelein démissionne du Gouvernement flamand. Sven Gatz est désigné pour le remplacer à partir du 1er janvier 2019 et devient ainsi vice-ministre président du Gouvernement flamand. 
En 2019, il pousse la liste de la Région de Bruxelles-Capitale lors des élections régionales. Il est élu au sein du Parlement de la Région de Bruxelles-Capitale avec 2 103 votes de préférence.

## Ministre au Gouvernement de la Région de Bruxelles-Capitale
Après la mise sur pied du Gouvernement Vervoort III, Gatz devient ministre au sein du Gouvernement de la Région de Bruxelles-Capitale le 18 juillet 2019. Il se voit attribuer les compétences des Finances, du Budget, de la Fonction publique, de la Promotion du multilinguisme, du Tourisme, des Statistiques, de l’Urbanisme et du Patrimoine. Avec le Ministre-Président Rudi Vervoort, il partage également les compétences de l’Image de Bruxelles et des Affaires biculturelles d’Intérêt régional. En tant que ministre, il est également membre du collège de la Commission communautaire flamande chargé de l’Enseignement. Gatz succède ainsi à son mentor politique Guy Vanhengel en tant que Ministre flamand libéral à Bruxelles. 
Après l’installation en tant que Ministre bruxellois, Gatz reste ministre flamand. Il ne conserve néanmoins que la compétence des Affaires bruxelloises et a dû céder sa fonction de vice-ministre président et ministre de la culture, de la jeunesse et des médias à sa collègue de parti Lydia Peeters. Ce transfert de compétence n’était pas obligatoire mais des analystes y voient une sorte de sanction de la Présidente de l’Open VLD Gwendolyn Rutten, qui n’a pas apprécié que les négociateurs Guy Vanhengel et Sven Gatz n’aient pas réussi à faire monter les libéraux francophones du MR dans le Gouvernement bruxellois.
Aux élections régionales du 9 juin 2024, il est tête de liste pour le Parlement de la région de Bruxelles-Capitale. Il est réélu avec 2 306 voix de préférence.